# Souleymane Diarrassouba
Souleymane Diarrassouba, né le 27 juin 1971 à Yamoussoukro, est un homme politique ivoirien.
Il est ministre du Commerce, de l’Industrie de la république de Côte d'Ivoire depuis le 11 janvier 2017.

## Études et formations
Il est titulaire d’une maîtrise de Sciences de Gestion option Finance de l’université nationale de Côte d’Ivoire et d’un diplôme d'études supérieures spécialisées (DESS) en Audit et Contrôle de Gestion, obtenu dans la même université en partenariat avec celle de Paris XII Val De Marne. Il a également obtenu un diplôme d’études supérieures en banque du Conservatoire national des arts et métiers (Cnam) de Paris, puis certifié « Advanced Management Program » de la MDE Business School en partenariat avec IESE Business School de Barcelone.
Souleymane Diarrassouba est titulaire d'un doctorat Executive PhD de l'université Paris Dauphine-PSL depuis décembre 2022.

## Expériences professionnelles
Souleymane Diarrassouba a occupé plusieurs fonctions dans le milieu des finances. Il a été directeur général d’Atlantic Financial Group (Groupe Banque Atlantique) et de Banque atlantique Côte d'Ivoire (BACI), puis cadre supérieur dans plusieurs établissements bancaires comme la Société ivoirienne de banque (Crédit Lyonnais), la COBACI (Compagnie bancaire de l'Atlantique Côte d'Ivoire), Ecobank et Versus Bank,. Il devient ensuite directeur général du groupe Atlantic Business International (ABI) - troisième groupe bancaire de l’Union économique et monétaire ouest-africaine, UEMOA, une filiale du groupe Banque centrale populaire du Maroc et qui est la holding financière de contrôle et de développement des entités Banque atlantique et Assurance de l’Afrique subsaharienne.
Il est élu en 2011 à la tête de l’Association professionnelle des banques et établissements financiers de Côte d’Ivoire (APBEF-CI), puis occupe successivement les postes de Président de la FAPBEF-UEMOA (Fédération des associations professionnelles des banques et établissements financiers de l’UEMOA), Président du conseil d’administration de la Banque Atlantique de Côte d’Ivoire (BACI), Président des conseils d’administration d’Atlantique assurance vie Côte d’Ivoire, GTA C2A Vie & GTA C2A IARD au Togo, Président des Conseils d’administration de Atlantic Microfinance For Africa AMIFA, Président du groupe d’impulsion économique Maroc-Côte d’Ivoire (Banque-Assurance).
Il a aussi été vice-président de la Confédération générale des entreprises de Côte d’Ivoire (CGECI).
De plus, Souleymane Diarrassouba a travaillé plusieurs fois en tant qu’administrateur dans les institutions suivantes : les filiales du Groupe Banque Atlantique (Côte d’Ivoire, Niger, Togo, Atlantique Finance) et Atlantique Asset Management ; l’organe unique de gestion de la filière café/cacao encore appelé le « Conseil Café-Cacao » ; la Caisse régionale de refinancement hypothécaire (CRRH) ; le Fonds de garantie des dépôts dans l’UMOA (FDG-UMOA) et Cauris Croissance.
Il fut enfin membre du Conseil national du crédit de Côte d’Ivoire, membre du réseau national des conseillers de commerce extérieur (RENACCECI), puis membre du bureau du Club des dirigeants de banque d’Afrique.

## Carrière politique
Souleymane Diarrassouba a été vice-gouverneur du District autonome de Yamoussoukro,, sa ville natale, et secrétaire général adjoint du Rassemblement des républicains (RDR) chargé du commerce et de l’artisanat.
Après avoir occupé le poste de coordinateur régional du Rassemblement des houphouëtistes pour la démocratie et la paix (RHDP) du District autonome de Yamoussoukro, il est à ce jour Superviseur RHDP de la Révision de la liste électorale (RLE) du District autonome de Yamoussoukro.
En mars 2021, il est élu député de la commune de Yamoussoukro,. 
Il est membre du Rassemblement des républicains (RDR) dont il est le secrétaire national chargé des PME et de l’artisanat.
Souleymane Diarrassouba fait son entrée dans le Gouvernement ivoirien le 11 janvier 2017 en tant que ministre du Commerce, de l’Artisanat et de la Promotion des PME ; puis est reconduit le 10 juillet 2018. Il est nommé la même année, ministre par intérim de l’Industrie et des Mines en remplacement de Jean-Claude Brou,. Le 4 septembre 2019, il est nommé aux commandes du ministère du commerce et de l’industrie et y est reconduit le 6 avril 2021.
Le 4 mai 2022, il est nommé ministre du Commerce, de l’Industrie et de la Promotion des PME qu’il dirige jusqu’à ce jour.

## Distinctions honorifiques
- Commandeur de l’Ordre national de la République de Côte d’Ivoire.
- Commandeur dans l’Ordre du mérite agricole de la République de Côte d’Ivoire.
- Commandeur de l’Ordre du Mérite de la Fonction publique[9]

- Officier de l’Ordre national de la République de Côte d’Ivoire[3]
- Officier de l’Ordre de la Solidarité et de la cohésion sociale[3]
- Elevé au rang de président honoraire de l'Apbefci[10]

## Prix, récompenses et autres distinctions
- Dirigeant de la meilleure banque en Afrique de l’Ouest 2016 aux African Bankers Awards 2016[11]
- Meilleur Banquier 2015 décerné par « Les bâtisseurs de l’Économie » lors de la 6ème édition[6]
- Prix Fadel 2014 du meilleur Manager du secteur bancaire[3]

## Vie privée
Il est marié et père de 4 enfants.